# Lesath
Lesath (Leschath, Lesuth) ist die Bezeichnung für den Stern Ypsilon Scorpii (υ Scorpii) im Sternbild Skorpion. 
Lesath hat eine scheinbare Helligkeit von +2,7 mag, gehört der Spektralklasse B2 an und ist ca. 519 Lichtjahre entfernt. Der Name (arabisch اللسعة, DMG al-lasʿa) bedeutet „Stich/Biss (eines giftigen Tieres)“. Lesath ist ein Mitglied des Gouldschen Gürtels.